# Crataegus umbratilis
Crataegus umbratilis es una especie de planta del género Crataegus, perteneciente a la familia Rosaceae.

## Taxonomía
Crataegus umbratilis fue descrita por Charles Sprague Sargent en 1905.

## Distribución
Se encuentra en el territorio de Connecticut y Pensilvania.